# Ulieș, Mureș

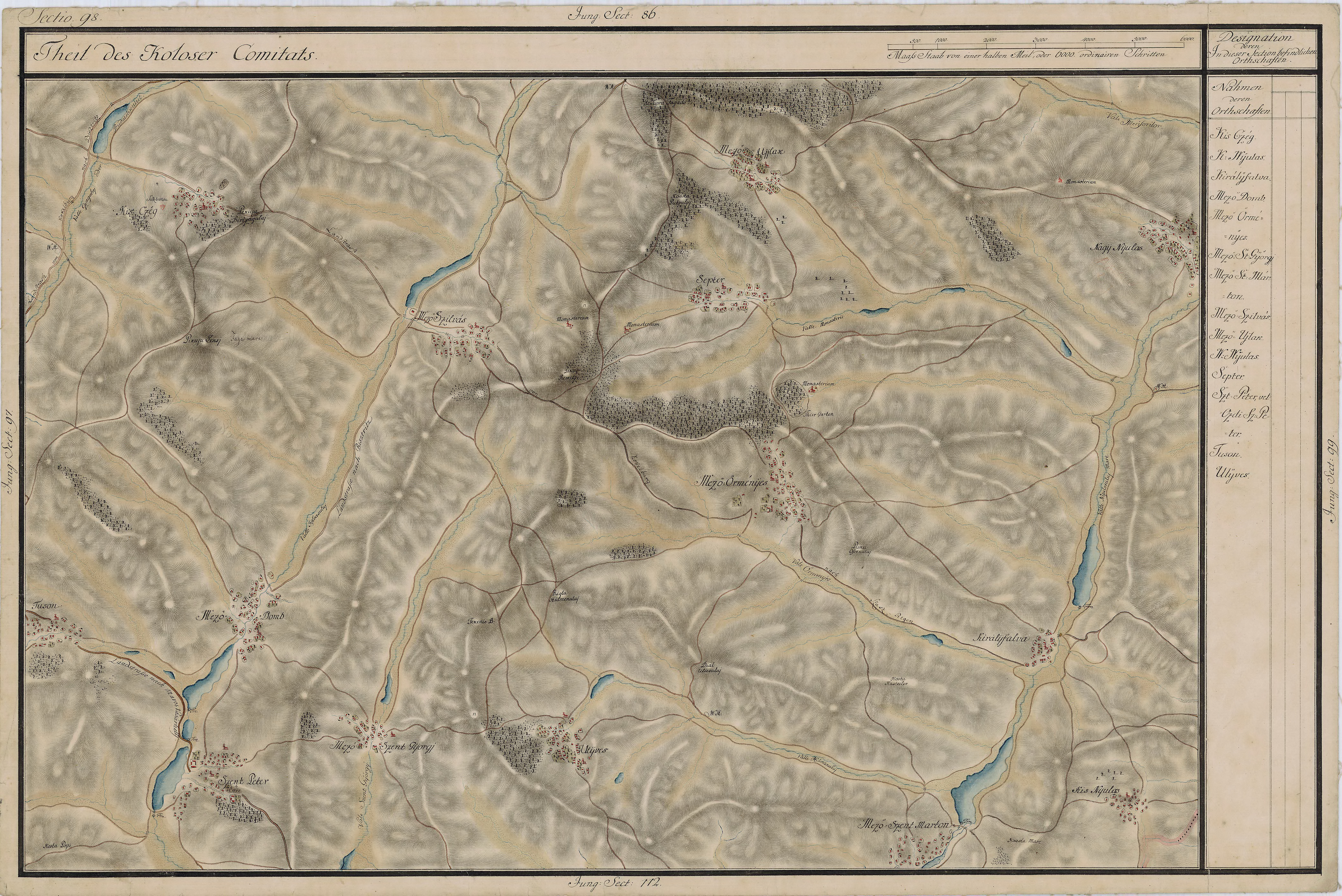
Ulieș în Harta Iosefină a Transilvaniei, 1769-1773

Ulieș este un sat în comuna Râciu din județul Mureș, Transilvania, România.